# Scaphydra hintoni
Scaphydra hintoni is een keversoort uit de familie Hydroscaphidae. De wetenschappelijke naam van de soort is voor het eerst geldig gepubliceerd in 1971 door Reichardt.